# Claus Harms
Claus Harms (ur. 25 maja 1778 w Fahrstedt, zm. 1 lutego 1855 w Kilonii) – niemiecki duchowny i teolog luterański. Był znanym kaznodzieją i zwolennikiem czystej nauki luterańskiej, sprzeciwiał się tendencjom racjonalistycznym i unii kościelnej luteranizmu z kalwinizmem.

## Życiorys
Claus Harms urodził się w Fahrstedt w Szlezwiku-Holsztynie. W młodości pracował w młynie swojego ojca. Odebrał podstawową edukację w wiejskiej szkole i od wiejskiego pastora. Gdy odziedziczył po ojcu niewielki majątek, podjął edukację w gimnazjum w Meldorfie, które w trybie nadzwyczajnym ukończył w dwa lata. W 1799 roku rozpoczął studia teologiczne na Uniwersytecie w Kilonii. Uniwersytet był w tym okresie zdominowany przez myśl racjonalistyczną, jednak Harms, w wyniku lektury dzieł Kanta i Schleiermachera, doszedł do wniosku, że racjonalizm i ludzka nauka nie mogą udzielić mu żadnej pomocy i zbawienia należy szukać gdzie indziej. W przekonaniu tym ugruntowała go lektura Pisma Świętego. W 1802 roku ukończył studia teologiczne i rozpoczął pracę jako prywatny nauczyciel w Probsteierhagen.
W 1806 roku zbór w Lunden wybrał go na diakona. Z wielkim zapałem podjął się działalności kaznodziejskiej i z troską podchodził do duchowych i doczesnych problemów swoich parafian. Jego kazania stały się bardzo popularne, także poza parafią. W 1816 objął urząd archidiakona w kościele św. Mikołaja w Kilonii, gdzie również cieszył się uznaniem. W trakcie swej działalności stawał się coraz bardziej przekonany, że jego czasy odeszły od wiary czasów reformacji, a przez to od źródła zbawienia. Uznał rok 1817, a więc trzysetną rocznicę początku reformacji, za właściwy moment na wyrażenie swoich poglądów. Opublikował wtedy 95 tez Marcina Lutra wraz z 95 tezami przygotowanymi przez samego siebie, skierowanymi przeciwko tendencjom istniejącym w Kościele luterańskim XIX wieku, które Harms uważał za nadużycia. Zadeklarował, że jest gotowy bronić tych tez i odwołać każdy błąd, jaki zostanie mu dowiedziony. Pierwsza teza wymierzona była w powszechny pelagianizm, natomiast większość skierowana była przeciwko racjonalizmowi, który – zdaniem Harmsa – uczynił rozum papieżem jego czasów. Ostatnie dwadzieścia tez wymierzonych było w unię kościelną.
Tezy Harmsa wywołały poruszenie i przeciwko nim powstało ponad dwieście pamfletów. Racjonaliści poczuli się dotknięci, jednak inni uznali zaistniały ferment za lekarstwo na słabą wiarę tamtych czasów. Kaznodzieja nadworny C. F. von Ammon zaakceptował tezy, po stronie Harmsa stanął także Schleiermacher.
Pozycja Harmsa rosła wraz z upływem czasu. Duch racjonalizmu na Uniwersytecie w Kilonii zaczął zanikać. W 1819 nie przyjął propozycji objęcia urzędu biskupa w Sankt Petersburgu, a w 1834 – urzędu pastora kościoła Świętej Trójcy w Berlinie po Schleiermacherze. W 1835 roku został głównym kaznodzieją w kościele św. Mikołaja i proboszczem Kilonii. W 1849 z powodu utraty wzroku musiał zaniechać swojej działalności.
Harms był przede wszystkim kaznodzieją. Jego kazania były bardzo popularne pomimo braku ozdobników. Spór zaostrzył jego poglądy, co znalazło swój wyraz w jego dziełach. Pomiędzy 1808 a 1858 rokiem wydał szesnaście zbiorów kazań. Napisał wiele katechizmów i dzieł o charakterze duszpasterskim. Był także autorem pieśni religijnych.

## Wybrane dzieła
- Das Christentum in einem kleinen Katechismus, 1810
- Die Religion der Christen in einem Katechismus aufs neue gelehrt, 1814
- Pastoraltheologie, 1830